# Reconnaissance diplomatique
Pour les articles homonymes, voir Reconnaissance.
En droit international public, la reconnaissance diplomatique est l'acte juridique unilatéral par lequel un État reconnaît un autre État, ou un gouvernement, de façon officielle (de jure). Elle consiste alors couramment en une déclaration de reconnaissance émise par un gouvernement ou un autre organe politique. Dans le cas d'une reconnaissance de facto, un État entre en relation avec un autre sans avoir au préalable émis d'acte juridique de reconnaissance.  
La doctrine de la non-reconnaissance des situations contraires au droit international, telles que les expansions territoriales réalisées par la force, est la doctrine Stimson. Ce courant doctrinal est devenu le plus important après la Seconde Guerre mondiale, influençant la jurisprudence de l'Organisation des Nations unies, pour laquelle il est un moyen d'assurer la cohérence du droit international. 

## Reconnaissance des États et reconnaissance des gouvernements
La reconnaissance diplomatique doit être distinguée de la reconnaissance des États et de leur gouvernement. Il convient d'observer en premier lieu que le fait que les États n'entretiennent pas de relations diplomatiques ne signifie pas qu'ils ne se reconnaissent pas entre eux : un État n'est pas tenu d'accorder de reconnaissance officielle à un autre État. Néanmoins il est nécessaire de considérer toute entité réunissant certains critères comme un État. Pour autant, toute entité ayant réuni les critères juridiques d'État en violation de la Charte des Nations unies ne peut être reconnue comme État par un État préexistant, notamment les dispositions relatives à la prohibition du recours à la force. La reconnaissance d'un gouvernement implique celle de l'État gouverné, tandis que l'accession au statut international d'État n'entraîne pas reconnaissance du gouvernement qui le dirige.

### Reconnaissance des États
La reconnaissance des États de facto est rare, le mode de reconnaissance de jure primant. Par ailleurs, le mode de reconnaissance de jure confère une plus grande légitimité internationale à l'État ainsi reconnu, la reconnaissance de facto constatant simplement l'exercice du pouvoir d'un gouvernement sur un territoire donné. Les deux reconnaissances peuvent se suivre, comme celle de l'Union soviétique par le Royaume-Uni, intervenue de facto en 1921 puis de jure en 1924, ou la reconnaissance de facto de l'État d'Israël par les États-Unis en 1948, précédant de 3 jours la reconnaissance de jure du même État par l'URSS.
La reconnaissance d'un État peut aussi être implicite. La visite du chef d'un État reconnu au chef d'un État à reconnaître est admis comme une reconnaissance implicite, ainsi que la signature d'un traité bilatéral. Si une telle démarche est possible, toute visite d'un chef d'État reconnu à un chef d'État non reconnu n'est pas nécessairement le signe d'une volonté de reconnaissance : le Président des États-Unis prit soin de déclarer lors de la reprise des négociations de son pays avec l'OLP (1998) que son voyage diplomatique ne constituait en aucun cas une reconnaissance implicite.

### Reconnaissance des gouvernements
Le renouvellement de la reconnaissance d'un gouvernement n'est pas nécessaire si celui-ci change par la voie électorale, constitutionnelle ou référendaire ou tout autre processus juridique prévu pour ce cas de figure. Il l'est néanmoins en cas de coup d'État, de révolution, ou d'établissement d'un nouveau gouvernement à la suite d'une vacance du pouvoir.
La reconnaissance d'un nouveau gouvernement par d'autres États peut être importante pour sa survie à long terme. Par exemple, le gouvernement taliban de l'émirat islamique d'Afghanistan, au pouvoir de 1996 à 2001, n'avait été reconnu que par l'Arabie saoudite, les Émirats arabes unis, le Pakistan et l'Itchkérie, rendant ainsi plus facile son renversement (au profit de l'État islamique d'Afghanistan, reconnu par le reste de la communauté internationale) par une coalition militaire dirigée par les États-Unis.
Le retrait de la reconnaissance d'un gouvernement par un État constitue en pratique un acte plus grave que la simples rupture des relations diplomatiques avec ce même gouvernement.

## Reconnaissance et relations étrangères d'un certain nombre d'États ou de gouvernements

### Pays ou gouvernements qui se déclarent actuellement indépendants (internationalement reconnus ou non)
Cette liste est sans doute incomplète et peut-être mal ordonnée. Votre aide est la bienvenue !
|  | Pays                  | Nom officiel                                                   | Relations diplomatiques du pays / Reconnaissance du pays                                | Représentations diplomatiques du pays dans le monde                         | Représentations diplomatiques des autres pays dans le pays               |
|  | --------------------- | -------------------------------------------------------------- | --------------------------------------------------------------------------------------- | --------------------------------------------------------------------------- | ------------------------------------------------------------------------ |
|  | Abkhazie              | République d'Abkhazie                                          | Politique étrangère de l'Abkhazie                                                       | Représentations diplomatiques de l'Abkhazie                                 | Représentations diplomatiques en Abkhazie                                |
|  | Afghanistan           | Émirat islamique d'Afghanistan                                 | Reconnaissance internationale de l'émirat islamique d'Afghanistan                       | Représentations diplomatiques de l'Afghanistan                              | Représentations diplomatiques en Afghanistan                             |
|  | Afrique du Sud        | République d'Afrique du Sud                                    | -                                                                                       | Représentations diplomatiques de l'Afrique du Sud                           | Représentations diplomatiques en Afrique du Sud                          |
|  | Albanie               | République d'Albanie                                           | Politique étrangère de l'Albanie                                                        | Représentations diplomatiques de l'Albanie                                  | Représentations diplomatiques en Albanie                                 |
|  | Algérie               | République algérienne démocratique et populaire                | -                                                                                       | Représentations diplomatiques de l'Algérie                                  | Représentations diplomatiques en Algérie                                 |
|  | Allemagne             | République fédérale d'Allemagne                                | Politique étrangère de l'Allemagne                                                      | Représentations diplomatiques de l'Allemagne                                | Représentations diplomatiques en Allemagne                               |
|  | Andorre               | Principauté d'Andorre                                          | Politique étrangère d'Andorre                                                           | Représentations diplomatiques d'Andorre                                     | Représentations diplomatiques à Andorre                                  |
|  | Angola                | République d'Angola                                            | -                                                                                       | Représentations diplomatiques de l'Angola                                   | Représentations diplomatiques en Angola                                  |
|  | Arménie               | République d'Arménie                                           | Politique étrangère de l'Arménie                                                        | Représentations diplomatiques de l'Arménie                                  | Représentations diplomatiques en Arménie                                 |
|  | Autriche              | République d'Autriche                                          | Politique étrangère de l'Autriche                                                       | Représentations diplomatiques de l'Autriche                                 | Représentations diplomatiques en Autriche                                |
|  | Azerbaïdjan           | République d'Azerbaïdjan                                       | Politique étrangère de l'Azerbaïdjan                                                    | Représentations diplomatiques de l'Azerbaïdjan                              | Représentations diplomatiques en Azerbaïdjan                             |
|  | Belgique              | Royaume de Belgique                                            | Politique étrangère de la Belgique                                                      | Représentations diplomatiques de la Belgique                                | Représentations diplomatiques en Belgique                                |
|  | Bénin                 | République du Bénin                                            | -                                                                                       | Représentations diplomatiques du Bénin                                      | Représentations diplomatiques au Bénin                                   |
|  | Biélorussie / Bélarus | République du Bélarus                                          | -                                                                                       | Représentations diplomatiques de la Biélorussie                             | Représentations diplomatiques en Biélorussie                             |
|  | Bosnie-et-Herzégovine | Bosnie-et-Herzégovine                                          | Politique étrangère de la Bosnie-Herzégovine                                            | Représentations diplomatiques de la Bosnie-et-Herzégovine                   | Représentations diplomatiques en Bosnie-et-Herzégovine                   |
|  | Botswana              | République du Botswana                                         | -                                                                                       | Représentations diplomatiques du Botswana                                   | Représentations diplomatiques au Botswana                                |
|  | Bulgarie              | République de Bulgarie                                         | Politique étrangère de la Bulgarie                                                      | Représentations diplomatiques de la Bulgarie                                | Représentations diplomatiques au Bulgarie                                |
|  | Burkina Faso          | Burkina Faso                                                   | -                                                                                       | Représentations diplomatiques du Burkina Faso                               | Représentations diplomatiques au Burkina Faso                            |
|  | Burundi               | République du Burundi                                          | -                                                                                       | Représentations diplomatiques du Burundi                                    | Représentations diplomatiques au Burundi                                 |
|  | Cabinda               | République de Cabinda                                          | -                                                                                       | -                                                                           | -                                                                        |
|  | Cameroun              | République du Cameroun                                         | -                                                                                       | Représentations diplomatiques du Cameroun                                   | Représentations diplomatiques au Cameroun                                |
|  | Cap-Vert              | République du Cap-Vert                                         | -                                                                                       | Représentations diplomatiques du Cap-Vert                                   | Représentations diplomatiques au Cap-Vert                                |
|  | Chine (Taïwan)        | République de Chine                                            | Relations diplomatiques de la République de Chine                                       | Représentations diplomatiques de la République de Chine (Taïwan)            | Représentations diplomatiques en République de Chine (Taïwan)            |
|  | Chine                 | République populaire de Chine                                  | Politique étrangère de la république populaire de Chine                                 | Représentations diplomatiques de la république populaire de Chine           | Représentations diplomatiques en république populaire de Chine           |
|  | Chypre                | République de Chypre                                           | Politique étrangère de Chypre                                                           | Représentations diplomatiques de Chypre                                     | Représentations diplomatiques à Chypre                                   |
|  | Chypre du Nord        | République turque de Chypre du Nord (RTCN)                     | Relations diplomatiques de Chypre du Nord                                               | Représentations chypriotes turques à l'étranger                             | Représentations étrangères en Chypre du Nord                             |
|  | Îles Cook             | Îles Cook (État en libre association avec la Nouvelle-Zélande) | Politique étrangère des Îles Cook                                                       | Représentations diplomatiques des Îles Cook                                 | Représentations diplomatiques dans les Îles Cook                         |
|  | Corée (Corée du Nord) | République populaire démocratique de Corée                     | Politique étrangère de la Corée du Nord                                                 | Représentations diplomatiques de la Corée du Nord                           | Représentations diplomatiques en Corée du Nord                           |
|  | Corée (Corée du Sud)  | République de Corée                                            | Politique étrangère de la Corée du Sud                                                  | Représentations diplomatiques de la Corée du Sud                            | Représentations diplomatiques en Corée du Sud                            |
|  | Croatie               | République de Croatie                                          | -                                                                                       | Représentations diplomatiques de la Croatie                                 | Représentations diplomatiques en Croatie                                 |
|  | Danemark              | Royaume de Danemark                                            | Politique étrangère du Danemark                                                         | Représentations diplomatiques du Danemark                                   | Représentations diplomatiques au Danemark                                |
|  | Émirats arabes unis   | État des Émirats arabes unis                                   | Politique étrangère des Émirats arabes unis                                             | Représentations diplomatiques des Émirats arabes unis                       | Représentations diplomatiques aux Émirats arabes unis                    |
|  | Espagne               | Royaume d'Espagne                                              | Politique étrangère de l'Espagne                                                        | Représentations diplomatiques de l'Espagne                                  | Représentations diplomatiques en Espagne                                 |
|  | Estonie               | République d'Estonie                                           | Politique étrangère de l'Estonie                                                        | Représentations diplomatiques de l'Estonie                                  | Représentations diplomatiques en Estonie                                 |
|  | États-Unis            | États-Unis d'Amérique                                          | Politique étrangère des États-Unis                                                      | Représentations diplomatiques des États-Unis                                | Représentations diplomatiques aux États-Unis                             |
|  | Éthiopie              | République fédérale démocratique d'Éthiopie                    | Politique étrangère de l'Éthiopie                                                       | Représentations diplomatiques de l'Éthiopie                                 | Représentations diplomatiques en Éthiopie                                |
|  | Finlande              | République de Finlande                                         | Politique étrangère de la Finlande                                                      | Représentations diplomatiques de la Finlande                                | Représentations diplomatiques en Finlande                                |
|  | France                | République française (Ve Rép.)                                 | Politique étrangère de la France                                                        | Représentations diplomatiques de la France                                  | Représentations diplomatiques en France                                  |
|  | Gabon                 | République gabonaise                                           | Politique étrangère du Gabon                                                            | Représentations diplomatiques du Gabon                                      | Représentations diplomatiques au Gabon                                   |
|  | Géorgie               | République de Géorgie                                          | Politique étrangère de la Géorgie                                                       | Représentations diplomatiques de la Géorgie                                 | Représentations diplomatiques en Géorgie                                 |
|  | Grèce                 | République hellénique (IIIe Rép.)                              | Politique étrangère de la Grèce                                                         | Représentations diplomatiques de la Grèce                                   | Représentations diplomatiques en Grèce                                   |
|  | Hongrie               | Hongrie                                                        | -                                                                                       | Représentations diplomatiques de la Hongrie                                 | Représentations diplomatiques en Hongrie                                 |
|  | Iran                  | République islamique d'Iran                                    | Politique étrangère de l'Iran                                                           | Représentations diplomatiques de l'Iran                                     | Représentations diplomatiques en Iran                                    |
|  | Irlande               | Irlande                                                        | -                                                                                       | Représentations diplomatiques de l'Irlande                                  | Représentations diplomatiques en Irlande                                 |
|  | Islande               | Islande                                                        | -                                                                                       | Représentations diplomatiques de l'Islande                                  | Représentations diplomatiques en Islande                                 |
|  | Israël                | État d'Israël                                                  | Politique étrangère d'Israël (Reconnaissance internationale et relations diplomatiques) | Représentations diplomatiques d'Israël                                      | Représentations diplomatiques en Israël                                  |
|  | Italie                | République italienne                                           | -                                                                                       | Représentations diplomatiques de l'Italie                                   | Représentations diplomatiques en Italie                                  |
|  | Japon                 | État du Japon                                                  | Politique étrangère du Japon                                                            | Représentations diplomatiques du Japon                                      | Représentations diplomatiques au Japon                                   |
|  | Jordanie              | Royaume hachémite de Jordanie                                  | Politique étrangère de la Jordanie                                                      | Représentations diplomatiques de la Jordanie                                | Représentations diplomatiques en Jordanie                                |
|  | Kazakhstan            | République du Kazakhstan                                       | Politique étrangère du Kazakhstan                                                       | Représentations diplomatiques du Kazakhstan                                 | Représentations diplomatiques au Kazakhstan                              |
|  | Kenya                 | République du Kenya                                            | Politique étrangère du Kenya                                                            | Représentations diplomatiques du Kenya                                      | Représentations diplomatiques au Kenya                                   |
|  | Kirghizistan          | République kirghize                                            | Politique étrangère du Kirghizistan                                                     | Représentations diplomatiques du Kirghizistan                               | Représentations diplomatiques au Kirghizistan                            |
|  | Kosovo                | République du Kosovo                                           | Reconnaissance internationale de la République du Kosovo                                | Représentations diplomatiques du Kosovo                                     | Représentations diplomatiques au Kosovo                                  |
|  | Lesotho               | Royaume du Lesotho                                             | -                                                                                       | Représentations diplomatiques du Lesotho                                    | Représentations diplomatiques au Lesotho                                 |
|  | Libye                 | État de Libye                                                  | -                                                                                       | Représentations diplomatiques de la Libye                                   | Représentations diplomatiques en Libye                                   |
|  | Macédoine du Nord     | République de Macédoine du Nord                                | Politique étrangère de la Macédoine du Nord                                             | Représentations diplomatiques de la Macédoine du Nord                       | Représentations diplomatiques en Macédoine du Nord                       |
|  | Niue                  | Niue (État en libre association avec la Nouvelle-Zélande)      | Politique étrangère de Niue                                                             | Représentations diplomatiques de Niue                                       | Représentations diplomatiques à Niue                                     |
|  | Ossétie du Sud-Alanie | République d'Ossétie du Sud - État d'Alanie                    | Politique étrangère de l'Ossétie du Sud                                                 | Représentations diplomatiques de l'Ossétie du Sud                           | Représentations diplomatiques en Ossétie du Sud                          |
|  | Ouzbékistan           | République d'Ouzbékistan                                       | Reconnaissance internationale et relations diplomatiques de l'Ouzbékistan               | Représentations diplomatiques de l'Ouzbékistan                              | Représentations diplomatiques en Ouzbékistan                             |
|  | Palestine             | État de Palestine                                              | Reconnaissance internationale de l'État de Palestine                                    | Représentations diplomatiques de l'État de Palestine                        | Représentations diplomatiques dans l'État de Palestine                   |
|  | Sahara occidental     | République arabe sahraouie démocratique                        | Reconnaissance internationale de la République arabe sahraouie démocratique             | Représentations diplomatiques de la République arabe sahraouie démocratique | Représentations diplomatiques en République arabe sahraouie démocratique |
|  | Soudan du Sud         | République du Soudan du Sud                                    | Relations internationales du Soudan du Sud                                              | Représentations diplomatiques du Soudan du Sud                              | Représentations diplomatiques au Soudan du Sud                           |
|  | Syrie                 | République arabe syrienne                                      | Reconnaissance internationale de la République arabe syrienne                           | Représentations diplomatiques de la Syrie                                   | Représentations diplomatiques en Syrie                                   |
|  | Syrie                 | Conseil national syrien                                        | Reconnaissance internationale du Conseil national syrien                                | -                                                                           | -                                                                        |
|  | Transnistrie          | République moldave du Dniestr                                  | Politique étrangère de la Transnistrie                                                  | Représentations diplomatiques de la République moldave du Dniestr           | Représentations diplomatiques en République moldave du Dniestr           |
|  | Turquie               | République de Turquie                                          | Politique étrangère de la Turquie                                                       | Représentations diplomatiques de la Turquie                                 | Représentations diplomatiques en Turquie                                 |
|  | Ukraine               | Ukraine                                                        | Politique étrangère de l'Ukraine                                                        | Représentations diplomatiques de l'Ukraine                                  | Représentations diplomatiques en Ukraine                                 |
|  | Union européenne      | Union européenne                                               | Relations étrangères de l'Union européenne                                              | Représentations diplomatiques de l'Union européenne                         | Représentations diplomatiques en Union européenne                        |
|  | Viêt Nam              | République socialiste du Viêt Nam                              | -                                                                                       | Représentations diplomatiques du Viêt Nam                                   | Représentations diplomatiques au Viêt Nam                                |
|  | Yémen                 | République du Yémen                                            | -                                                                                       | Représentations diplomatiques du Yémen                                      | Représentations diplomatiques au Yémen                                   |

### Anciens pays ou gouvernements
|                     | Pays                     | Nom officiel | Années d'existence | Relations diplomatiques du pays / Reconnaissance du pays | Représentations diplomatiques du pays dans le monde          | Représentations diplomatiques des autres pays dans le pays |
| ------------------- | ------------------------ | --- | --- | --- | ------------------------------------------------------------ | ---------------------------------------------------------- |
|                     | Afghanistan              | Émirat islamique d'Afghanistan | 1996 - 2001 | Reconnaissance internationale de l'émirat islamique d'Afghanistan | -                                                            | -                                                          |
|                     | Azawad                   | État indépendant de l'Azawad, État islamique de l'Azawad ou République islamique de l'Azawad, État de l'Azawad | 2012 | Politique et reconnaissance internationale de l'Azawad | Représentations diplomatiques de l'Azawad                    | Représentations diplomatiques en Azawad                    |
|                     | Corée                    | Gouvernement provisoire de la République de Corée | 1919 - 1948 | Reconnaissance du gouvernement provisoire de la république de Corée | -                                                            | -                                                          |
|                     | Crimée                   | République de Crimée | 2014 | - | -                                                            | -                                                          |
|                     | Donetsk                  | République populaire de Donetsk | Reconnaissance internationale de la république populaire de Donetsk | - | -                                                            |                                                            |
|                     | Estonie                  | Commune des travailleurs d'Estonie | 1918 - 1919 (en exil : 1919 - ?) | - | -                                                            | -                                                          |
|                     | France                   | République française : *en exil : ** France libre puis France combattante (Conseil de défense de l'Empire puis Comité national français) ** Commandement en chef français civil et militaire ** Fusion de ces deux derniers en Comité français de la Libération nationale *puis après la libération : Gouvernement provisoire de la République française | 1940 - 1944 1940 - 1943 (1940 - 1941) (1941 - 1943) 1942 - 1943 1943 - 1944 1944 - 1946                                                                                                 | Le fondement législatif du régime de Vichy (dernier paragraphe de la section traitant de la progressive non-reconnaissance du régime de Vichy par les Alliés et donc de la reconnaissance des instances établies par le général de Gaulle par les Alliés) et Relations diplomatiques du régime de Vichy avec les Alliés (traitant également des relations diplomatiques des instances établies par le général de Gaulle avec les Alliés), ainsi que Fin du régime de Vichy (reconnaissance du GPRF). Voir aussi Chronologie de la France libre. | -                                                            | -                                                          |
|                     | France (Régime de Vichy) | État français | 1940 - 1944 (en exil : Commission gouvernementale de Sigmaringen (Délégation française puis Commission gouvernementale française pour la défense des intérêts nationaux) : 1944 - 1945) | Le fondement juridique du régime de Vichy (dernier paragraphe de la section traitant de la progressive non-reconnaissance du régime de Vichy par les Alliés) et Relations diplomatiques du régime de Vichy avec les Alliés | -                                                            | -                                                          |
| Drapeau : Gagaouzie | Gagaouzie                | République de Gagaouzie | 1991 - 1994 | Histoire de la Gagaouzie, dont (non-)reconnaissance internationale de la République de Gagaouzie | -                                                            | -                                                          |
|                     | Goulot                   | État libre du Goulot | 1919 - 1923 | Relations diplomatiques de l'État libre du Goulot | -                                                            | -                                                          |
|                     | Haut-Karabagh            | République du Haut-Karabagh | Reconnaissance internationale de la République du Haut-Karabagh | Représentations diplomatiques de la République du Haut-Karabagh | Représentations diplomatiques en République du Haut-Karabagh |                                                            |
|                     | Italie                   | République sociale italienne | 1943 - 1945 | Reconnaissance de la République sociale italienne |                                                              |                                                            |
|                     | Kosovo                   | République de Kosova | 1990 - 2000 | Reconnaissance internationale de la République de Kosova | -                                                            | -                                                          |
|                     | Kurdistan                | République d'Ararat | 1927 - 1930 | Reconnaissance internationale de la République d'Ararat | -                                                            | -                                                          |
|                     | Libye                    | Conseil national de transition | 2011 - 2012 | Reconnaissance internationale du Conseil national de transition | Représentations diplomatiques de la Libye                    | Représentations diplomatiques en Libye                     |
|                     | Lougansk                 | République populaire de Lougansk | Reconnaissance internationale de la république populaire de Lougansk | - | -                                                            |                                                            |
|                     | Ukraine                  | République populaire ukrainienne | 1917 - 1920 | Reconnaissance internationale de la République ukrainienne | -                                                            | -                                                          |
|                     | Union soviétique         | Union des républiques socialistes soviétiques | 1922 - 1991 | - | -                                                            | -                                                          |